# أغوستينيو فورتيس فيليو
أغوستينيو فورتيس فيليو (بالإنجليزية: Agostinho Fortes Filho)‏ الشهير باسم فورتيس (9 سبتمبر 1901 في ريو دي جانيرو ، البرازيل – 1 مايو 1966) لاعب كرة قدم برازيلي راحل كان يجيد اللعب في خط الوسط . شارك مع منتخب البرازيل في بطولة كأس العالم لكرة القدم 1930 التي أقيمت في الأوروغواي وخرج من الدور الأول .

## روابط خارجية
- أغوستينيو فورتيس فيليو على موقع الاتحاد الدولي (مؤرشف)  (الإنجليزية)
- أغوستينيو فورتيس فيليو على موقع ناشيونال فوتبول تيمز (الإنجليزية)
- أغوستينيو فورتيس فيليو على موقع Soccerway.com (الإنجليزية)